# پارک و منطقه حفاظت شده ملی دروازه‌های شمالگان
پارک و منطقه حفاظت شده ملی دروازه‌های شمالگان (به انگلیسی: Gates of the Arctic National Park and Preserve) دومین پهناورترین پارک طبیعی و ملی آمریکا است. این پارک در ایالت آلاسکا قرار دارد.
وسعت این پارک ملی ۳۴٬۲۸۷ کیلومتر مربع است (تقریباً اندازه وسعت کشور سوئیس).

## وب‌گاه‌های بیرون
- وب‌گاه رسمی